# Jiří Popel z Lobkowicz

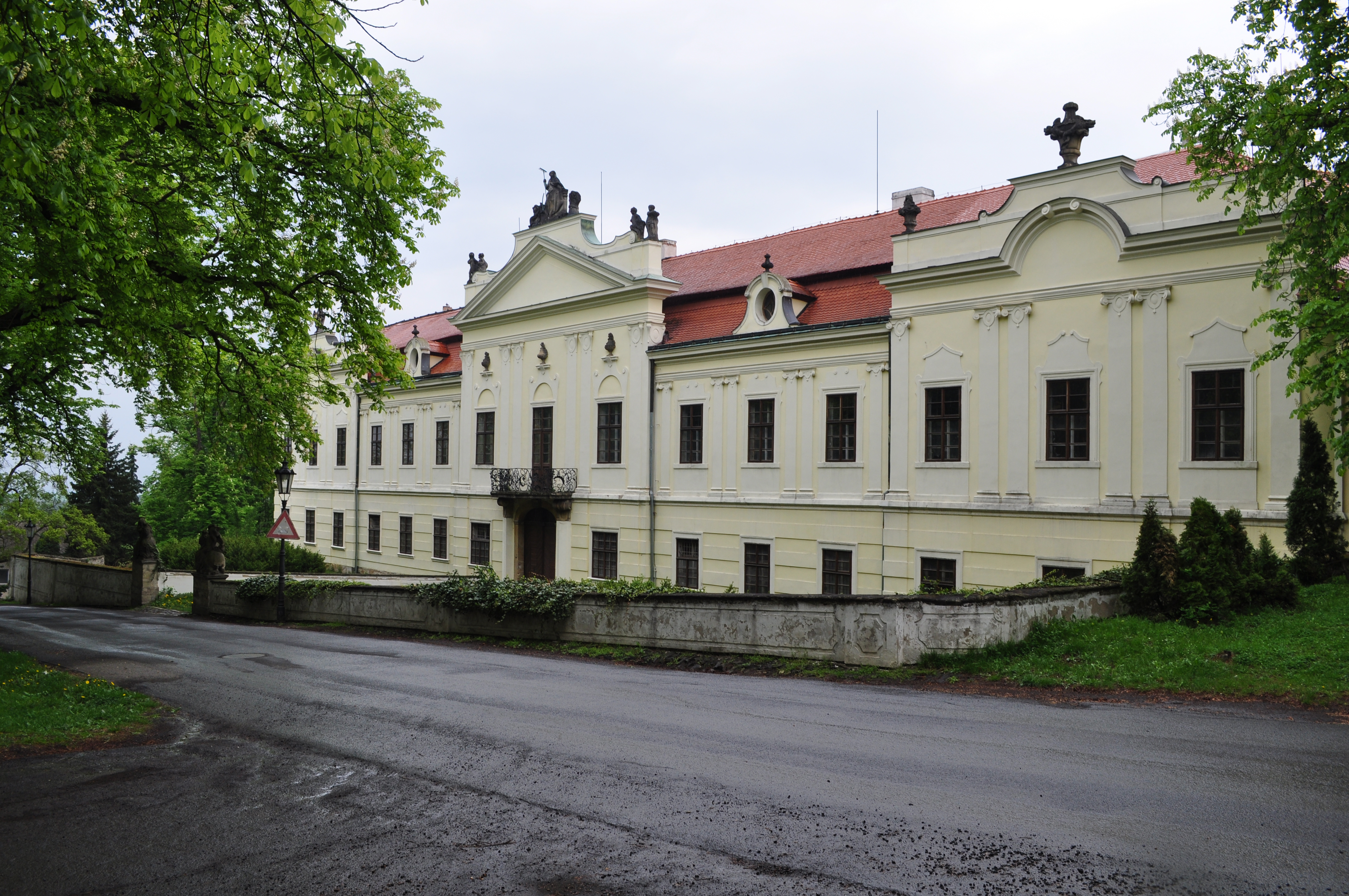
Zámek Peruc dal jméno pošlosti Lobkoviců

Jiří Popel z Lobkowicz na Peruci († 15. března 1534) byl český šlechtic, příslušník bílinské větve šlechtického rodu Lobkoviců a zakladatel perucké pošlosti.

## Majetek
Vlastnil Divice, Malíkovice a Vinařice, manželka přinesla do rodiny Peruc (od roku 1532) a v době jejího druhého manželství vlastnila i Toužetín (1548–1555).

## Rodina
Narodil se jako druhý syn a druhý z devíti potomků Děpolta Popela z Lobkowicz († 3. duben 1527 Bílina) a jeho druhé manželky Anny (Anežky) Mičanové z Klinštejna a Roztok († 1528). Jeho bratři založili bílinskou, duchcovskou a tachovskou pošlost.
Oženil se s Alžbětou (Eliškou) Krajířovou z Krajku († 24. duben 1565), dcerou Jiřího Krajíře z Krajku na Landštejně, Nové Bystřici a Bílkově († 1492) a jeho manželky Apolonie z Puchheimu. Eliška Krajířová byla známá ochránkyně jednoty bratrské. Narodily se jim tři děti.
- 1. Děpolt starší (asi 1530 – 22. 2. 1594, pohřben 14. 3.), hejtman slánského kraje
  - ∞ Kateřina z Donína, jejich děti:
    - 1. Děpolt mladší († po 1594), 1582 páže císaře Rudolfa II.
    - 2. Ludmila († 1623)
      - ∞ (27. 11. 1596) Zikmund Jindřich Kordule ze Sloupna na Vřešťově († 1638)
- 2. Jindřich (asi 1532–1576)
  - 1. ∞ (asi 1548) Ludmila z Donína († 8. 10. 1561 Peruc, pohřbena v kostele sv. Petra a Pavla v Peruci), děti níže.
  - 2. ∞ Anna Kurcpachová z Trachenburka (1549 – 25. 3. 1576 Stvolínky), dcera níže.
    - 1. [z 1. manž.] Bedřich († 14. 11. 1594[3] Bratislava, 23. 12. 1594 pohřben v kostele sv. Petra a Pavla v Peruci)
      - ∞ Anna Marie ze Švamberka († 1619)

    - 2. [z 1. manž.] Alžběta (Eliška)
      - ∞ Jiří z Talmberka na Postupicích, Jankově a Hošticích († 1623)

    - 3. [z 2. manž.] Eva († před 30. 3. 1633)
      - ∞ (7. 6. 1586) Jáchym III. Maltzan, svob. pán na Vartenberku, na Miličíně (11. 5. 1559 – 7. 1. 1625)
- 3. Anna († 1582, pohřbena ve Vrchotových Janovicích)
  - 1. ∞ Zdeněk ze Švamberka na Bechyni († 22. 1. 1553)
  - 2. ∞ Zikmund Říčanský z Říčan na Křešicích († 1597, pohřben ve Vrchotových Janovicích)

Manželka Alžběta se podruhé provdala za Jana z Valdštejna na Komorním Hrádku († 15. červen 1576) a ten se po její smrti podruhé provdal za Magdalenu z Vartenberka († 1592).